# London Metal Exchange
Die Londoner Metallbörse (englisch London Metal Exchange, auch LME genannt) ist der älteste Markt für Kassageschäfte und Termingeschäfte in unedlen und sonstigen Metallen. Sie gehört neben den Metallbörsen in Singapur (SIMEX) und New York (COMEX an der New York Mercantile Exchange), zu den weltgrößten Metallhandelsplätzen. Die Börse ermittelt täglich weltweite Referenz- bzw. Kassakurse für Metalle, bietet Sicherungsgeschäfte an und ermöglicht auch die mit dem Handel verbundenen physischen Lagerungen.

## Geschichte
Die verantwortliche Börsenhandelsgesellschaft London Metal Market and Exchange Company wurde im Jahr 1877 gegründet. Allerdings gibt es Rückbezüge bis in das Jahr 1571 und zur Eröffnung der Royal Exchange.
Wurde zuerst nur Kupfer gehandelt, so kamen bald Blei und Zink in den Handel, auch wenn diese erst seit 1920 offiziell gehandelt werden. Während des Zweiten Weltkriegs und bis 1954 war die LME geschlossen. Der Handel wurde daraufhin erweitert auf Aluminium (1978), Nickel (1979) und Aluminium-Legierungen (1992). Weitere unedle Metalle werden durch die LME seit 2000 gehandelt. Eigenen Angaben zufolge betrug das Handelsvolumen im Jahre 2013 14,6 Billionen US-Dollar, 2018 stieg es auf 15,7 Billionen US-Dollar an.

### Übernahme durch die Hongkonger Börse
Am 15. Juni 2012 gab die Hong Kong Exchanges and Clearing die Übernahme der LME für umgerechnet rund 1,7 Mrd. Euro bekannt. Die Übernahme wurde nach Angaben beider Unternehmen am 6. Dezember 2012 abgeschlossen.

### Nickelkrise 2022
Da während des russischen Überfalls auf die Ukraine 2022 Sanktionen russischer Nickelexporte erwartet wurden, kam es zu einem Short Squeeze, bei dem der Nickelpreis sich kurzfristig vervierfachte. Die LME machte daraufhin Transaktionen im Umfang von ca. 4. Mrd. $ rückgängig und stellte den Nickelhandel für 8 Tage ein. Im Juni wurde bekannt, dass der Hedgefonds Elliott Management die LME deswegen auf 456 Mio. $ Schadenersatz verklagt.

## Börsenhandel an der LME
Es gibt zwar einen durchgängigen Handel durch das sogenannte London Clearing House, aber ein guter Teil des Handels wird nach wie vor durch Ausrufen bzw. Präsenzhandel durch Makler in einem offenen Ring durchgeführt. Es gibt zwei Handelsrunden, eine morgens, eine nachmittags. Jede der acht Metallgruppen wird in zwei Blöcken mit einem jeweiligen fünfminütigen Aufruf gehandelt (die Sitzungen dauern von 11:40 Uhr bis 13:15 Uhr und von 14:55 Uhr bis 16:15 Uhr, jeder Block enthält eine zehnminütige Pause). Der zweite Handelsblock am Morgen liefert die Basis für die Bestimmung des täglichen offiziellen Metallhandelskurses. Nach den offiziellen Handelsblöcken werden in einem 45-minütigen letzten Block die Schlusskurse festgelegt.
Neun Maklergesellschaften haben 2019 eine Zulassung, in diesem Ring zu handeln. Bis Ende 2012 waren es noch zwölf. Sie gelten als Mittler oder Broker für ca. 100 weitere Gesellschaften, die indirekt an der LME handeln, in Deutschland gehören zu letzteren zum Beispiel die Wieland-Werke in Ulm oder Südkupfer in Wolfschlugen.
Im Gegensatz zur allgemeinen Annahme werden Edelmetalle wie etwa Gold oder Silber nicht an der LME, sondern eher am London Bullion Market oder an der New York Mercantile Exchange (NYMEX) gehandelt. Die Preisfeststellung für Platin und Palladium findet dagegen am London Platinum and Palladium Market statt.
Die physische Lagerung der Edelmetalle wird sowohl von der LME selbst als auch von Dritten wie Metro International angeboten.